# Abraxas aureopicta
Abraxas aureopicta är en fjärilsart som beskrevs av Edward Alfred Cockayne 1951. Abraxas aureopicta ingår i släktet Abraxas och familjen mätare. Inga underarter finns listade i Catalogue of Life.